# چوکورجه
چوکورجه (به کردی: چەلێ) (به ترکی استانبولی: Çukurca) شهری است در کشور ترکیه که در استان حکاری واقع شده‌است. جمعیت این شهر بر اساس سرشماری سال ۲۰۰۸ میلادی ۸٬۹۵۷ نفر و بر اساس برآوردهای سال ۲۰۰۹ میلادی ۱۰٬۸۸۱ نفر می‌باشد.